# Crail Golfing Society
De Crail Golfing Society werd in februari 1786 opgericht in het Golf Hotel in de Schotse plaats Crail en is een van de oudste golfclubs van de wereld. Voor zover bekendstaat hij nummer 7 op de ranglijst.
De baan ligt ten noordoosten van Crail, ongeveer 15 km ten zuiden van de beroemde St Andrews Links, en kijkt uit over de Noordzee en de Firth of Forth. Tegenwoordig zijn er twee 18-holes banen. De oudste hiervan wordt Balcomie genoemd en deze werd in 1894 aangelegd door Old Tom Morris. Hij ligt aan de kust, niet tegen wind en slecht weer beschermd, in alle opzichten een links golfbaan. De andere baan wordt Craighead genoemd. Deze werd door de  Amerikaanse golfbaanarchitect Gil Hanse ontworpen en ligt iets zuidelijker. Hij is langer en moderner.